# بروگلن ریور
بروگلن ریور (به انگلیسی: Broglen River) رودخانه‌ای است که در ایالات متحده آمریکا جریان دارد.